# Липинки-Лужицке (гмина)
Липинки-Лужицке (пол. Lipinki Łużyckie) — сельская гмина (волость) в Польше, входит как административная единица в Жарском повяте, Любушского воеводства. Административный центр гмины расположен в селе Липинки-Лужицке, расположившийся в 9 км от города Жары и в 48 км к юго-западу от города Зелёна-Гура. Образована 1 января 1973 года в Польской Народной Республике.

## История
Гмине Липинки-Лужицке предшествовала гмина Ольбрахтув, созданная в 1946 году, в состав которой вошли населённые пункты: Богумилув (Bogumiłów), Борушин (Boruszyn), Чисова (Cisowa), Дроздув (Drozdów), Гротув (Grotów), Янкув (Janków), Липинки-Лужицке (Lipinki Łużyckie), Лаз (Łaz), Миловице (Miłowice), Миростовице-Долне (Mirostowice Dolne), Миростовице-Гурне (Mirostowice Górne), Ольбрахтув (Olbrachtów), Росьчице (Rościce), Русочице (Rusocice), Сенява Жарска (Sieniawa Żarska), Ставник (Stawnik), Сухлеб (Suchleb), Тылички (Tyliczki) и Зайёнчек (Zajączek).
29 сентября 1954 года гмина Ольбрахтув была ликвидирована в связи с административной реформы, в ходе которой гмины были заменены громадами. 5 октября того же года была образована 
громада Липинки-Лужицке, то есть самая маленькая единица территориального деления Польской Народной Республики в 1954-1972 годах. 31 декабря 1972 года громада Липинки-Лужицке была ликвидирована. 1 января 1973 года была образована гмина Липинки-Лужицке в составе Вроцлавского воеводства. В 1975 году гмина вошла в состав составе Зелёногурского воеводства. 
1 января 1999 года гмина Липинки-Лужицке стала частью Любушского воеводства.

## Герб
Герб гмины Липинки-Лужицке утверждён 30 июля 1996 года. Герб муниципалитета представляет собой трёхстворчатый щит, на котором в правом верхнем поле зеленого цвета и в правом нижнем поле красного цвета стилизованный жёлтый колос. В левом поле белого цвета зелёный лист липы, который связан с названием гмины.

## Флаг
Модель и описание флага гмины Липинки-Лужицке определяются постановлением Муниципального Совета № XXI/106 / 96 от 30 июля 1996 года. Флаг представляет собой прямоугольный лоскут ткани, разделённый на четыре цветные горизонтальные полосы. Первая верхняя полоса белая, вторая красная, третья жёлтая, четвертая зелёная.

## Сельские округа
1. Бжостова
2. Сецеюв
3. Цисова
4. Гурка
5. Гротув
6. Липинки-Лужицке
7. Петшикув
8. Пётровице
9. Сухлеб
10. Зайёнчек
11. Тылички
12. Борушин

## Демография
По состоянию на 31 декабря 2018:
| Описание                         | Всего | Всего | Мужчины | Мужчины | Женщины | Женщины |
| -------------------------------- | ----- | ----- | ------- | ------- | ------- | ------- |
| единицы                          | лиц   | %     | лиц     | %       | лиц     | %       |
| Численность жителей              | 3368  | 100   | 1652    | 49,05   | 1716    | 50,95   |
| плотность населения (житель/км²) | 38,04 | 38,04 | 18,65   | 18,65   | 19,39   | 19,39   |

## Площадь
Согласно данным за 2007 год площадь гмины становила 88.55 км², в том числе:
- пахотные земли: 45.00%
- леса: 47.00%

Таким образом, площадь гмины составила 6.35% площади Жарского повета.

## Гидрология
Гидрографическая сеть богата и хорошо развита, хотя большинство водотоков периодически проводят свои воды. Гмина Липинки-Лужицке находится в верховьях рек: Любши и Скрода, которые вытекают из Жарских холмов. Обе реки имеют свои истоки на территории соседнего сельского муниципалитета гмины Жары. Водораздел между ними проходит с северо-запада на юго-восток.
Северная часть муниципалитета впадает в реку Любша, протекающую через сёла: Липинки-Лужицке, Бжостова и Сецеюв. С другой стороны, река Скрода осушает южную и западную часть гмины. Окрестности Петшикова, в северо-западной части гмины, осушаются притоком реки Тыменицы, которая впадает в Любшу ниже Любска.
Ширина долины реки Любша на юге составляет от 100 до 200 м, а на севере-от 300 до 400 м. В то время как дно долины реки Скрода имеет ширину около 100 м.
Кроме того, в водоразделе Скроды имеется большой комплекс рыбных прудов. В настоящее время они эксплуатируются рыбацкой фермой в Жарах, принадлежащей региональному управлению государственных лесов.

## Личности
1. Миклауш Якубица — нижнелужицкий писатель и переводчик. Автор первого нижнелужицкого перевода Нового Завета, который считается одним из первых языковых памятников нижнелужицкого языка и одним из первых переводов с немецкого языка Священного Писания Мартина Лютера. Умер в селе Липинки-Лужицке в 1563 году.

## Достопримечательности
1. Дворцовый комплекс в селе Бжостова;
2. Дворец в стиле неоренессанса 1860-70 гг. в селе Бжостова;
3. Римско-католический храм имени Святого Антония Падуанского из камня и кирпича XIV века в селе Липинки-Лужицке;
4. 700-летний дуб в селе Зайёнчек;
5. 180-летний дуб в Сухлебе[7].

## Соседние гмины
1. Гмина Ясень
2. Гмина Пшевуз
3. Гмина Тшебель
4. Гмина Туплице
5. Гмина Жары